# پبل بیچ کانکورز دلیگانس

لوگو کانکورز دلیگانس

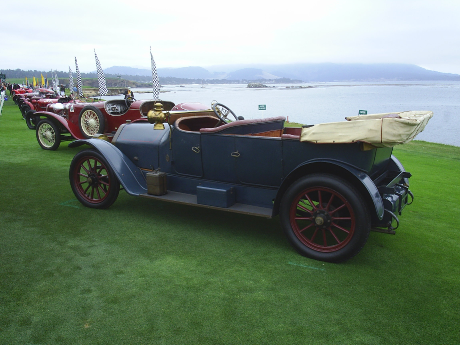
هجدهمین نمایشگاه اتوموبیل پبل بیچ کانکورز دلیگانس

پبل بیچ کانکورز دلیگانس (انگلیسی: Pebble Beach Concours d'Elegance) یک نمایشگاه اتوموبیل‌های قدیمی که شامل خوروهای قبل از جنگ جهانی است و خودروهای جدید با اهداف خیرخواهانه. این نمایشگاه همه ساله در ماه اوت در پبل بیچ گلف لینکس در ساحل پبل در کالیفرنیا برگزار می‌شود.

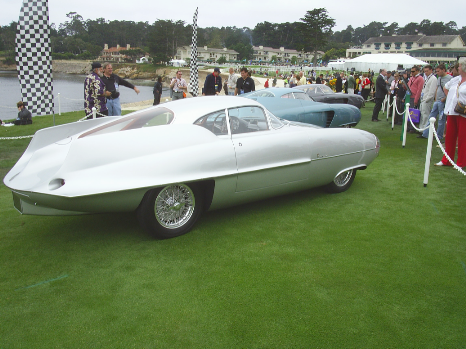
The original برتون بت (تکنیک آیرودینامیک برلینتا) هجدهمین نمایشگاه اتوموبیل پبل بیچ کانکورز دلیگانس

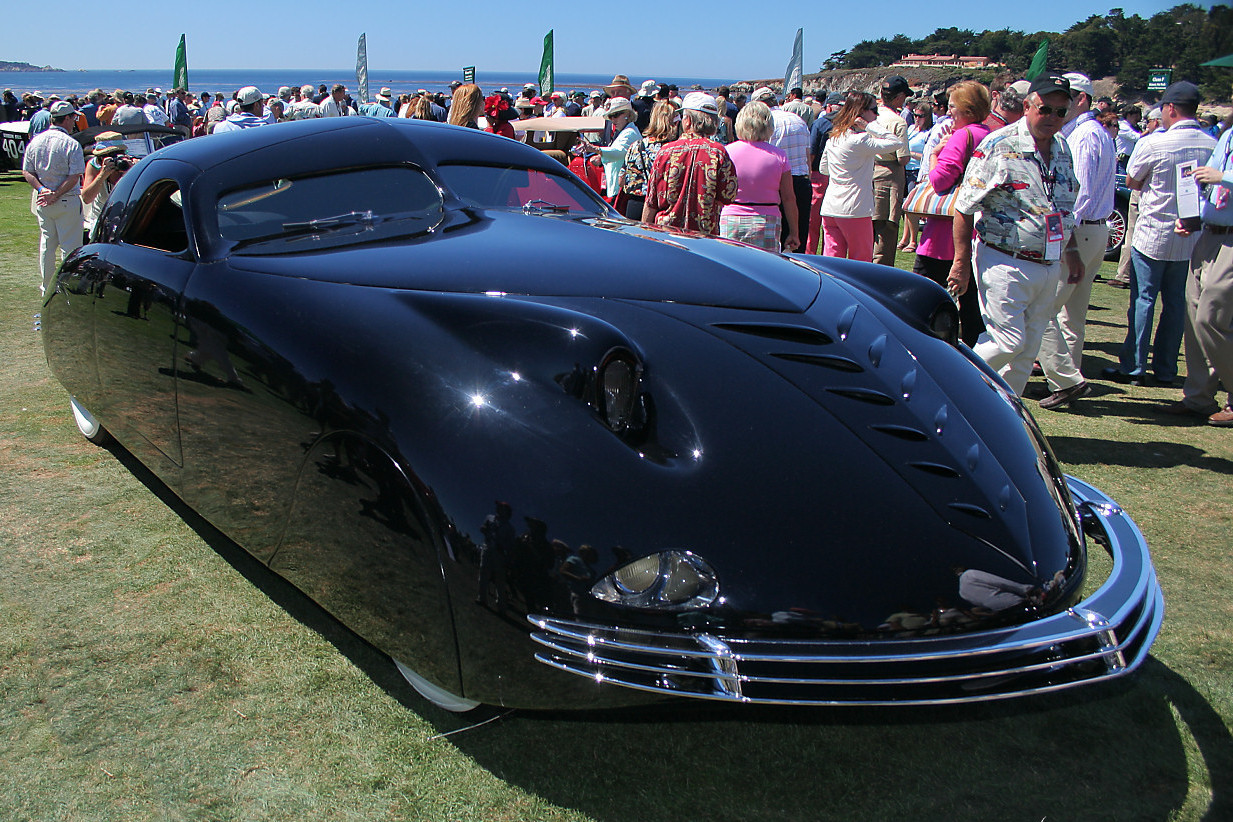
1938 فانوم کورسایر در هجدهین نمایشگاه اتوموبیل